# Шрадер Юрій Іванович
Юрій Іванович Лошадкін-Шрадер (нім. Jurij Schrader; нар. 8 вересня 1956, Сімферополь) — радянський і німецький актор театру, кіно та телебачення, художник і художник-постановник.

## Життєпис
Юрій Іванович Лошадкін народився 8 вересня 1956 року у Сімферополі в родині морського офіцера Івана Клемановича Лошадкіна (1930—1979) і Нонни Олексіївни Шкурпелло (1936—2012, за другим чоловіком Бердник), де був єдиною дитиною. З тримісячного віку виховувався бабусею Олександрою Кондратіївною Шкурпелло (1912—1991) і дідом Олексієм Кириловичем Шкурпелло (1908—1979). Навчався у сімферопольській середній школі № 12, відвідував театральну студію при Палаці піонерів. 1975 року, у 19-річному віці, дебютував на телебаченні, отримавши одну з другорядних ролей у телевиставі «Блакитний слід» за п'єсою Л. Никоненка (наступні півроку виконував цю роль на сцені Кримського українського музично-драматичного театру один-два рази на місяць). У 1976—1980 роках навчався у Саратовському театральному училищі ім. І. А. Слонова (педагоги Дмитро Лядов, Олександр Галко, Римма Бєлякова та Георгій Банников). У 1985—1991 роках вивчав російську філологію у Сімферопольському університеті.
У 1980—1991 роках — актор Кримського академічного російського драматичного театру ім. М. Горького, де зіграв понад 60 ролей. Його партнарами по сцені були Лариса Бойко, Герман Апітін, Жанна Надєждіна, Вадим Злокович, Світлана Вандалковська та інші. 1989 року удостоєний премії Найкращий молодий актор України за роль Марата у постановці «Мій бідний Марат» за п'єсою Арбузова. Двічі лауреат премії Криму — 1988 року за роль Марата («Мій бідний Марат») і 1990 року за ролі Олега Кошового («Молода гвардія») та Ігора Логунова («Новосілля у старому домі» А. Кравцова). 1987 року номінувався на премію ім. М. З. Бірюкова (Комсомольська премія Криму) за ролі Олега Кошового («Молода гвардія»), Марата («Мій бідний Марат») та Ігора Логунова («Новосілля у старому домі»).
15 березня 1991 року одружився з німецько-норвезькою аристократкою Інгрід Шрадер, графинею фон Ротенбург, активісткою Німецько-радянського товариства у Гайдельберзі, взяв прізвище дружини та переїхав до Гамбурга. 8 липня 1993 року у пари народилися близнюки — син Максим і дочка Елена. 1994 року отримав німецьке громадянство.
Його фактичним кінодебютом стала епізодична роль скомороха у казці Михайла Юзовського «Раз, два — лихо не біда!» (1988). Переїхавши до Німеччини, почав активно зниматися в кіно і на телебаченні. Пізніше освоїв професію художника-постановника, асистуючи Бернду Лепелю на зйомках фентезійної мелодрами Сергія Бодрова «Ведмежий поцілунок» (2002) та історичної драми Олівера Гіршбігеля «Бункер» (2004), де також виконав роль перекладача у сцені капітуляції Третього Рейха. 2005 року зіграв австрійського генерала Толлера у пригодницькому мінісеріалі «Загибель імперії» Володимира Хотиненка. 2006 року виконав одну з другорядних ролей у мелодрамі Петера Кахане «Кохання у Кенігсберзі» з Чулпан Хаматовою. Наступною акторською удачею стали головні ролі у короткометражках Крістіана Герцера «Незнайомець» (2009), «Мандрівники ночі» (2010) та «Обряд жертвоприношення» (2011).
2011 року працював першим помічником режисера на зйомках фільму Олександра Сокурова «Фауст», в якому також виконав роль Дивного чоловіка (альтерего Мефістофеля), яка випала при монтажі. Стрічка, у якій зайняті Йоганнес Цайлер, Ізольда Дюшаук та Ганна Шигулла, була удостоєна премії Золотий лев на 68-му Венеційському кінофестивалі. 2013 року виконав роль капітана Ставицького, командира атомного підводного човна, у короткометражці «Перший удар» Яна Паустяна, 2014 року — роль безхатька-філософа у фільмі Флоріана Баксмеєра «На вулиці» з Крістіаною Гербігер.
2016 року спільно з режисером Себастьяном Йобстом створив драматичний фільм «Колловалла», де зіграв немолодого актора, який пропускає через себе незіграні образи — Чехова, Нурєєва, Кандинського. У картині також знялися Сюзанна фон Боржоді і Гайнц Лівен, а вірші Карена Самунджяна за кадром читають Ніна Ільїна і Лариса Кадочникова. Тоді ж зіграв Карла Фаберже у документально-ігровому проєкті «Російська революція» франко-німецького телеканалу ARTE, та російського військовослужбовця Ігора Романова у детективному серіалі «СОКО Вісмар» (епізод «Російський солдат»). 2017 року виконав роль Воланда у короткометражці «Я — Диявол» Себастьяна Йобста, а також невелику роль генерала Карпова у комедії «Старики-развідники» Роберта Тальхайма.
Автор низки нарисів про драматургію Чехова, опублікованих у журналі «Брега Тавриды», за які 2011 року номінувався на премію Чехова, та п'єс «Фантазії С. Б.», «Соло для струни без оркестра», «Обережно — Марта!», «Рушниця має вистрілити», написаних у співавторстві з Людмилою Касьяненко.
2014 року підписав колективного листа «Заява діячів культури на підтримку дій Путіна в Україні та Криму», через що потрапив до бази даних сайту «Миротворець».
Як художник пише акриловими фарбами на картоні та полотні, також працює у техніці живопису на склі. На його рахунку понад 50 персональних і групових виставок у Європі.

## Фільмографія
Актор

| Рік       |     | Українська назва                     | Оригінальна назва                       | Роль                                            |
| --------- | --- | ------------------------------------ | --------------------------------------- | ----------------------------------------------- |
| 1975      | тф  | Блакитний слід                       | Голубой след                            | Юрій                                            |
| 1988      | ф   | Раз, два — лихо не біда!             | Раз, два — горе не беда!                | скоморох                                        |
| 1993—2004 | с   | Місце злочину                        | Tatort                                  | компаньйон / Петрик                             |
| 1995      | тф  | Полювання на жінку                   | Eine Frau wird gejagt                   | мафіозі                                         |
| 1996      | с   | Фауст                                | Faust                                   | Добченко                                        |
| 1998—2002 | с   | Команда Альфа                        | Alphateam: Die Lebensretter im OP       | Олександр Ігнатьєв / скрипаль                   |
| 1999—2000 | с   | Детективи з табакерки                | Die Pfefferkörner                       | Андрій, батько Наташі                           |
| 1999      | тф  | Лупо і муедзін                       | Lupo und der Muezzin                    | журналіст                                       |
| 1999      | тф  | Доктор Роберт Шуман, диявол-романтик | Dr. Robert Schumann, Teufelsromantiker  | граф Черков                                     |
| 2000      | с   | Стен Беккер                          | Stan Becker                             | Гриша                                           |
| 2000      | с   | Адельгейд та її вбивці               | Adelheid und ihre Mörder                | румунський мафіозі                              |
| 2000      | с   | Телефон поліції 110                  | Polizeiruf 110                          | Алекс, дилер                                    |
| 2001      | тф  | Вера Брюне                           | Vera Brühne                             | суддя                                           |
| 2002      | с   | Штальнець                            | Stahlnetz                               | слуга                                           |
| 2002      | кф  | Роковини                             | Hochzeitstag                            | волоцюга                                        |
| 2002      | ф   | Мрії, мрії, мрії                     | Dream, Dream, Dream                     | власник сексшопу                                |
| 2003      | ф   | Десяте літо                          | Der zehnte Sommer                       | міський божевільний                             |
| 2004      | ф   | Бункер                               | Der Untergang                           | перекладач                                      |
| 2005      | с   | Роза Рот                             | Rosa Roth                               | мафіозі                                         |
| 2005      | ф   | Безіменний палець                    | L’annulaire                             | клієнт повії                                    |
| 2005      | с   | Шпеер і Гітлер                       | Speer und er                            | комендант тюрми                                 |
| 2005      | с   | Загибель імперії                     | Гибель империи                          | генерал Толлер                                  |
| 2006      | ф   | Клуб свінгерів                       | Swinger Club                            | Вадим                                           |
| 2006      | с   | M.E.T.R.O. — Команда життя та смерті | M.E.T.R.O. – Ein Team auf Leben und Tod | Лассе Бергстрем                                 |
| 2006      | ф   | Кохання у Кенігсберзі                | Eine Liebe in Königsberg                | Сергій                                          |
| 2006      | кф  | Останній шанс, ковбою                | Last chance cowboy                      | приватний детектив                              |
| 2006      | кф  | Нічна варта                          | Nachtsicht                              | Зозуля                                          |
| 2007      | кф  | Харц IV і наслідки                   | Hartz IV mit Folgen                     | Андреас                                         |
| 2008      | тф  | Хрещена мати                         | Die Patin                               | прикордонник                                    |
| 2009      | ф   | У вихорі                             | Within the Whirlwind                    | черговий на прохідній                           |
| 2009      | ф   | Дама з собачкою                      | Die Dame mit dem Hundchen               | Гравець                                         |
| 2009      | кф  | Незнайомець                          | Fremd                                   | незнайомець                                     |
| 2010      | ф   | Невидимий дотик                      | Kein Geist für alle Fälle               | дворецький Гюнтер                               |
| 2010      | кф  | Мандрівники ночі                     | Stran9ers in the Ni9ht                  | Кріс                                            |
| 2011      | кф  | Життя — це море                      | Das Leben ist Meer                      | Олексій                                         |
| 2011      | кф  | Обряд жертвоприношення               | Das Schlachtfest                        | батько                                          |
| 2011      | ф   | Фауст                                | Faust                                   | Дивний чоловік                                  |
| 2011      | кф  | Метеоролог                           | Der Wettermann                          | мім                                             |
| 2012      | кф  | Ice-Ice-Baby                         | Ice-Ice-Baby                            | Владислав, фотограф                             |
| 2013      | кф  | Примарний транзит                    | Spuk Transit                            | шкіпер                                          |
| 2013      | кф  | Перший удар                          | Erstschlag                              | капітан Ставицький                              |
| 2013      | кф  | Остання сторінка                     | Die Letzte Saite                        | скрипаль-єврей                                  |
| 2014      | ф   | На вулиці                            | Auf Der Strasse                         | безхатько-філософ                               |
| 2014      | с   | Сильна команда                       | Ein starkes Team                        | Грегор Романов                                  |
| 2014      | с   | Сара Кор                             | Sarah Kohr                              | Назар Єлтін                                     |
| 2019      | ф   | Колловалла                           | Kollowalla                              | актор Колловалла / Кандинський / Чехов / Нурєєв |
| 2016      | с   | СОКО Вісмар                          | SOKO Wismar                             | Ігор Романов                                    |
| 2016      | док | Російська революція                  | Zar Gestürzt Revolution in Russland     | Карл Фаберже                                    |
| 2017      | с   | Гелен Дорн                           | Helen Dorn                              | Павло                                           |
| 2017      | кф  | Я — Диявол                           | Ich bin der Taufel                      | батько / Воланд                                 |
| 2017      | ф   | Старики-розвідники                   | Kundschafter des Friedens               | генерал Карпов                                  |
| 2019      | с   | На північ через північний захід      | Nord bei Nordwest                       | Керенський                                      |
| 2019      | ф   | Гасманн                              | Gasmann                                 | бармен                                          |
| 2021      | тф  | Мій друг Фолька                      | Meine Freundin Volker                   | Павло                                           |
| 2024      | с   | Розподіл світу                       | Die Spaltung der Welt                   | Олексій Снєгов                                  |
| 2024      | кф  | Без кордонів                         | Grenzenlos                              | нічний сторож                                   |

Художник-постановник
- 1999 — Лупо і муедзін (телефільм) (нім. Lupo und der Muezzin)
- 2002 — Ведмежий поцілунок (рос. Медвежий поцелуй)
- 2003 — Десяте літо (нім. Der zehnte Sommer)
- 2004 — Бункер (нім. Der Untergang)
- 2006 — Кохання у Кенігсберзі (нім. Eine Liebe in Königsberg
- 2006 — Останній шанс, ковбою (короткометражний) (англ. Last chance cowboy)
- 2006 — Нічна варта (короткометражний) (нім. Nachtsicht)
- 2010 — Мандрівники ночі (короткометражний) (англ. Stran9ers in the Ni9ht)
- 2011 — Життя — це море (короткометражний) (нім. Das Leben ist Meer)
- 2016 — Колловалла (нім. Kollowalla)
- 2017 — Я — Диявол (короткометражний) (нім. Ich bin der Taufel)

Художник по костюмах
- 2006 — Останній шанс, ковбою (короткометражний) (англ. Last chance cowboy)
- 2006 — Нічна варта (короткометражний) (нім. Nachtsicht)
- 2010 — Мандрівники ночі (короткометражний) (англ. Stran9ers in the Ni9ht)
- 2011 — Життя — це море (короткометражний) (нім. Das Leben ist Meer)
- 2011 — Обряд жертвоприношення (короткометражний) (нім. Das Schlachtfest)
- 2016 — Колловалла (нім. Kollowalla)
- 2017 — Я — Диявол (короткометражний) (нім. Ich bin der Taufel)

Дубляж
- 1994 — Листи з Талліна (англ. Letters from the East)
- 1996 — Космічна морська піхота (англ. Space Marines)
- 1998 — Сибірський цирульник (рос. Сибирский цирюльник)[9]

## Ролі у театрі
Кримський український музично-драматичний театр
- «Блакитний слід» (Л. Никоненко) — Юрій

Саратовське театральне училище ім. І. А. Слонова
- «Отелло» (В. Шекспір) — Яго
- «Цар Федір Іоанович» (О. Толстой) — Цар Федір Іоанович
- «Іванов» (А. Чехов) — Іванов
- «Безіменна зірка» (М. Себастіан) — Гріг
- «Одруження Фігаро» (Бомарше) — Граф Альмавіва
- «У списках не значився» (Б. Васильєв) — Плужников
- «Маленька студентка» (М. Погодін) — Каплін
- «Клоп» (В. Маяковський) — Олег Баян
- «Пані міністрова» (Б. Нушич) — Нінкович

Кримський академічний театр ім. Горького
- «Мій бідний Марат» (О. Арбузов) — Марат
- «Молода гвардія» (О. Фадєєв) — Олег Кошовий
- «Новосілля у старому домі» (А. Кравцов) — Ігор Логунов
- «Фаворит» (В. Пікуль) — Павло I
- «Русь Київська» (А. Петрашкевич) — Князь Олег / Князь Ярополк
- «Майстер і Маргарита» (М. Булгаков) — Кіт Бегемот
- «Дні Турбіних» (М. Булгаков) — Микола Турбін
- «Старий» (М. Горький) — Яків
- «Останні» (М. Горький) — Петро
- «Єгор Буличов та інші» (М. Горький) — Олексій Достигаєв
- «Медея» (Евріпід) — Егей
- «Любов моя, Електра» (Л. Дьюрко) — Орест
- «Далі… далі… далі!» (М. Шатров) — Свердлов
- «Принц та жебрак» (М. Твен) — Том Кенті
- «Чайка» (А. Чехов) — Треплєв
- «Гамлет» (В. Шекспір) — Гільденстерн
- «Комедія помилок» (В. Шекспір) — пристав
- «Дурненька» (Лопе де Вега) — Фенісо
- «Винахідлива закохана» (Лопе де Вега) — Дорістео
- «Царське полювання» (Л. Зорін) — Падре Паоло
- «Максим наприкінці тисячоліття» (Л. Зорін) — Максим
- «Суєта» (І. Карпенко-Карий) — Іван Барильченко / Тарас Гупаленко
- «Моя родина» (Е. Де Філіппо) — Беппе Стільяно
- «Той, хто втішає вдів» (Дж. Маротта, Б. Рандоне) — Кув'єлло
- «Танго метелика» (А. Ніколаї) — Еліо
- «Колія» (В. Арро) — Коля
- «Життя — це дві жінки» (С. Цанев) — чоловік / син
- «Кафедра» (В. Врублевська) — Вадим Набоков
- «Навала» (Л. Леонов) — Кунц
- «Прозріння» (Л. Толстой) — отець Сергій / послушник
- «На жвавому місці» (О. Островський) — Гришко
- «Без права на смерть» (Г. Сіверський, О. Соболєв) — Курт
- «Поставьте хлопчику трійку» (О. Іващенко) — Христофор
- «Про тих, кто кохає» (О. Антокольський) — Баро / Корневичок
- «Російське питання» (К. Симонов) — Престон
- «Сильне почуття» (І. Ільф, Є. Петров) — Стасік Мархоцький
- «У цій дівчині щось є» (Г. Рябкін) — Антон Ткачьов
- «Змова» (А. Петрашкевич) — Карл Петерсен
- «Любов і голуби» (В. Гуркін) — Льонька Кузякін
- «Кімната» (Е. Брагінський) — Едік Кузьміних

Театр Бонхайм-Франкфурт (Франкфурт-на-Майні)
- «Чорна магія» (Ю. Шрадер, моновистава за мотивами «Майстра і Маргарити» М. Булгакова) — Воланд
- «Відгомоніла золота діброва: Діалоги» (Ю. Шрадер, на основі листування С. Єсеніна і А. Дункан) — Сергій Єсенін